# CF União
CF União är en fotbollsklubb i Funchal i Madeira, Portugal. Klubben bildades 1 november 1913, och spelade i den portugisiska toppdivisionen åren 1989-1995. Klubben upplöstes 2021.
Hemmamatcherna spelas på Campo do Adelino Rodrigues i Funchal.